# UN Peacemaker
UN Peacemaker (Миротворец ООН) — это информационный ресурс Организации Объединённых Наций и инструмент управления знаниями, созданный с целью поддержать международных профессиональных миротворцев.
Сайт содержит необходимую информацию для международных посредников, например, базу мирных соглашений и мандатов по поддержанию мира. Банк данных содержит более 350 мирных соглашений, подписанных с 1945 года, и более 500 документов, статьи и выдержки из книг, содержащих глубокий анализ, информацию по посредничеству ООН и связанные с этим темы. UN Peacemaker включает также обширную юридическую библиотеку, содержащую правовые рамки, которые ориентируют действия ООН по поддержанию мира. Кроме того, сайт предлагает свободный доступ к навыкам по поддержанию мира, включая схему действий миротворца в определенных ситуациях, полученный опыт, досье некоторых дел, советы по ориентации, эссе знаний и опыта, а также комментарии к мирным соглашениям и к управлению мирными процессами.
Так называемые «уроки» по поддержанию мира получены из обширного опыта Организации Объединённых Наций по поддержанию мира. Руководство, советы и комментарии получены непосредственно из интервью со штатными сотрудниками и миротворцами ООН.
Открытый для публичного доступа 3 октября 2006 года, сайт является частью усилий Департамента политических дел ООН по обеспечению поддержки и совета Генеральному секретарю ООН, а также его представителям, в усилиях решить международные споры и внутренние конфликты.